# Именстад ам Бодензе
Именстад ам Бодензе (њем. Immenstaad am Bodensee) општина је у њемачкој савезној држави Баден-Виртемберг. Једно је од 23 општинска средишта округа Бодензе. Према процјени из 2010. у општини је живјело 6.125 становника. Посједује регионалну шифру (AGS) 8435024.

## Географски и демографски подаци
Именстад ам Бодензе се налази у савезној држави Баден-Виртемберг у округу Бодензе. Општина се налази на надморској висини од 403 метра. Површина општине износи 9,3 km². У самом мјесту је, према процјени из 2010. године, живјело 6.125 становника. Просјечна густина становништва износи 661 становника/km².